# Lee Ramoon
Lee Ramoon (né le 29 janvier 1965) est un ex footballeur caïmanien qui jouait au poste d'attaquant.

## Biographie

### Équipe nationale
Ramoon détient le record de meilleur buteur de l'équipe des Îles Caïmans avec 12 buts inscrits. Il est aussi le tout premier buteur de l'équipe en ouvrant le score à la 11e minute lors du match de qualification à la Coupe caribéenne des nations 1985 opposant les Îles Caïmans à la Dominique, le 3 mars 1985, rencontre qui fait office de premier match de la sélection nationale.

#### Buts en sélection
| Buts en sélection de Lee Ramoon | Buts en sélection de Lee Ramoon | Buts en sélection de Lee Ramoon | Buts en sélection de Lee Ramoon | Buts en sélection de Lee Ramoon | Buts en sélection de Lee Ramoon | Buts en sélection de Lee Ramoon |
|                                 | Date                            | Lieu                            | Adversaire                      | Score                           | Résultat                        | Compétition                     |
| ------------------------------- | ------------------------------- | ------------------------------- | ------------------------------- | ------------------------------- | ------------------------------- | ------------------------------- |
| 1.                              | 3 mars 1985                     | Roseau, Dominique               | Dominique                       | 1-0                             | 1-2                             | CAR 1985                        |
| 2.                              | 26 mai 1991                     | Kingston, Jamaïque              | Jamaïque                        |                                 | 2-3                             | CAR 1991                        |
| 3.                              | 11 mars 1993                    | Georgetown, Guyana              | Guyana                          |                                 | 2-3                             | CAR 1993                        |
| 4.                              | 11 mars 1993                    | Georgetown, Guyana              | Guyana                          |                                 | 2-3                             | CAR 1993                        |
| 5.                              | 14 novembre 1993                | Mission Viejo, États-Unis       | États-Unis                      | 1-5                             | 1-8                             | Amical                          |
| 6.                              | 21 juillet 1995                 | Grand Cayman, Îles Caïmans      | Antigua-et-Barbuda              | 1-0                             | 2-0                             | CAR 1995                        |
| 7.                              | 21 juillet 1995                 | Grand Cayman, Îles Caïmans      | Antigua-et-Barbuda              | 2-0                             | 2-0                             | CAR 1995                        |
| 8.                              | 28 juillet 1995                 | Grand Cayman, Îles Caïmans      | Trinité-et-Tobago               |                                 | 2-9                             | CAR 1995                        |
| 9.                              | 10 mai 1998                     | George Town, Îles Caïmans       | Bermudes                        | 1-0                             | 2-0                             | CAR 1998                        |
| 10.                             | 10 mai 1998                     | George Town, Îles Caïmans       | Bermudes                        | 2-0                             | 2-0                             | CAR 1998                        |
| 11.                             | 26 juillet 1998                 | Saint-Thomas, Jamaïque          | Antilles néerlandaises          | 2-0                             | 2-0                             | CAR 1998                        |
| 12.                             | 8 avril 2001                    | Fort-de-France, Martinique      | Martinique                      | 1-0                             | 1-1                             | CAR 2001                        |

NB : Les scores sont affichés sans tenir compte du sens conventionnel en cas de match à l'extérieur (Îles Caïmans-Adversaire)